# Tania Sawiczewa
Tatiana Nikołajewna Sawiczewa znana również jako Tania Sawiczewa (ros. Татьяна Николаевна Савичева; ur. 23 stycznia 1930 w Dworyszczy k. Gdowa, zm. 1 lipca 1944 w Szatkach k. Gorkiego) – uczennica i mieszkanka Leningradu, która podczas blokady miasta w czasie II wojny światowej, prowadziła dziennik. Liczył on zaledwie 9 stron zapisanych krótkimi zdaniami, zajmującymi całą stronę, beznamiętnie informującymi o śmierci bliskich dziewczynki (w sumie 6 osób). Zapiski te, znane jako Dziennik Tani Sawiczewej w okresie istnienia ZSRR, są jednym z symboli ofiarnej obrony Leningradu i tzw. wielkiej wojny ojczyźnianej.

## Autorka
Tania Sawiczewa urodziła się 23 stycznia 1930 roku we wsi Dworyszcze pod Gdowem, jednak wychowywała się w Leningradzie. Pochodziła z dość zamożnej jak na czasy radzieckie rodziny – jej matka Maria Ignatiewna Sawiczewa (z d. Fiodorowa) i ojciec Nikołaj Rodionowicz prowadzili w Leningradzie, otwartą dzięki polityce NEP-u, piekarnię-cukiernię, w której obydwoje pracowali. Posiadali także kino „Sowiet”.
Tania była piątym, najmłodszym dzieckiem Marii i Nikołaja. Miała dwie siostry: Żenię i Ninę oraz dwóch braci: Leonida i Miszę. Wraz z umacnianiem się stalinizmu i likwidacją NEP-u, rodzina Tani zaczęła być poddawana represjom i w 1935 została wysiedlona przez NKWD z Leningradu poza 101 kilometr, w rejon Ługi. Na zesłaniu ojciec rodziny zachorował i zmarł na raka, matka rozpoczęła pracę chałupniczą. Rodzeństwo, jako dzieci „wroga ludu” miało zamkniętą drogę do wyższego wykształcenia, jednak rodzina dawała sobie radę i nie cierpiała niedostatku.
Przed agresją Niemiec na ZSRR, Sawiczewowie znowu mogli zamieszkać w Leningradzie na Wyspie Wasilewskiej. W momencie zamknięcia niemieckiego pierścienia blokady w mieście znajdowała się Tania z matką i babką Jewdokią, siostrami: Niną i Żenią, bratem Leonidem (drugi brat – Misza – opuścił miasto dzień przed wybuchem wojny), wujami (braćmi matki): Wasilijem i Aleksiejem oraz ciotką Marią, wdową po trzecim bracie – Dmitriju, który zmarł przed wybuchem wojny. W maju 1941 roku Tania ukończyła III klasę szkoły podstawowej.

## Dziennik

### Żenia

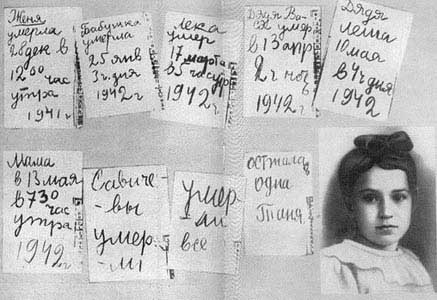
Kartki z dziennika Tani z jej zapiskami

W grudniu 1941 w Leningradzie zaczynało zamierać życie, ustał transport i łączność. Siostra Tani, 32-letnia Żenia, która po rozwodzie z mężem mieszkała samotnie przy ulicy Mochowej, aby dotrzeć do fabryki, w której pracowała, zmuszona była codziennie przemierzać pieszo 7 km po nieodśnieżanych ulicach. Dla zaoszczędzenia sił często pozostawała w fabryce na noc, pewnego dnia nie przyszła jednak do pracy. 28 grudnia odnalazła ją w stanie agonii siostra Nina. Żenia zmarła tego samego dnia dosłownie na jej rękach. Najwidoczniej Tania, obawiając się, że data śmierci siostry może podczas blokady i zawieruchy wojennej ulec zapomnieniu, postanowiła ją gdzieś zapisać. Zrobiła to na podkradzionym lub po prostu wziętym bez pytania notatniku Niny. Notatnik składał się z dwóch części: notesu, gdzie Nina prowadziła swoje zawodowe notatki (pracowała w biurze konstrukcyjnym) i skorowidza, w którym Tania pod literą „Ż” dokonała pierwszego wpisu:

Żenia umarła 28 grud. o godz. 12.30 rano 1941 r.

### Babka Jewdokia
W początkach stycznia 1942 roku 74-letniej babki Tani lekarze postawili diagnozę: dystrofia III stopnia (w ZSRR dystrofią nazywano eufemistycznie chorobę głodową), wymagająca natychmiastowej hospitalizacji. Babka odmówiła, chcąc pozostać z rodziną. Zmarła 25 stycznia. Tania w swoim notatniku, pod literą „B” zapisała:

Babcia zmarła 25 stycz. o g. 3 w dzień 1942 r.

Zmarła przeleżała w domu jeszcze pięć dni, a jej śmierć rodzina zgłosiła oficjalnie dopiero 1 lutego, celem zachowania jej kartek żywnościowych.

### Nina
28 lutego 1942 siostra Tani – Nina nie wróciła z pracy do domu. Tego dnia miasto było silnie ostrzeliwane przez niemiecką artylerię i bliscy Niny uznali, że zginęła. Było jednak inaczej – Nina wraz z całym zakładem, w którym pracowała, została ewakuowana przez Ładogę poza Leningrad i nie mogła o tym powiadomić rodziny. Tania nie zamieściła w swoim dzienniku żadnej wzmianki o Ninie, najprawdopodobniej łudząc się nadzieją, że siostra jednak żyje. Nina przeżyła wojnę i jeszcze w 2009 roku mieszkała pod Petersburgiem.

### Leonid
Starszy brat Tani – Leonid, w rodzinie zwany Lioka, pracował w czasie blokady w jednym z najstarszych zakładów przemysłowych miasta – Stoczni Admiralskiej. Praktycznie nie opuszczał miejsca pracy, mieszkając tam i pracując 24 godziny na dobę. Rzadko odwiedzał rodzinę, odcięty od niej Newą. Często pracował dwie zmiany z rzędu, będąc wzorem zdyscyplinowanego pracownika. Zmarł z wycieńczenia w przyzakładowym szpitalu 17 marca 1942 roku. W chwili śmierci miał 24 lata. Pod literą „L” Tania w swoim skorowidzu zapisała:

Lioka umarł 17 marca o godz. 5 rano 1942 r.

### Wujek Wasia
W kwietniu 1942 roku do Leningradu zawitała długo oczekiwana wiosna, puściły mrozy i zniknęło widmo śmierci od chłodu. Wraz z ociepleniem pojawiła się jednak epidemia wywołana tysiącami rozkładających się i niegrzebanych w ciągu zimy ciał, masowo wzrosła zachorowalność na szkorbut i anemię. Właśnie na skutek którejś z tych chorób 13 kwietnia 1942 zmarł 56-letni wuj Tani – Wasilij. Pod literą „W” Tania zapisała:

Wujek Wasia umarł 13 kwiet. o g. 2 w nocy 1942 r.

### Wujek Liosza
Miesiąc później do szpitala z rozpoznaniem skrajnego wycieńczenia trafił drugi wuj Tani – Aleksiej, zwany zdrobniale Lioszą. Pomimo hospitalizacji 71-letni starzec zmarł 10 maja 1942 roku. Pod literą „L” w swoim dzienniku Tania zapisała:

Wujek Liosza 10 maja o 4 g. w dzień 1942 r.

### Matka
Trzy dni po śmierci Aleksieja, 13 maja, w wieku 52 lat zmarła z wycieńczenia matka Tani. Dziewczynka pod literą „M” zapisała krótkie:

Mama 13 maja o 7.30 rano 1942 r.

Przekonana, że wszyscy jej bliscy zmarli (nie znała losów Miszy i Niny) Tania pod literą „S” zapisała następnie:

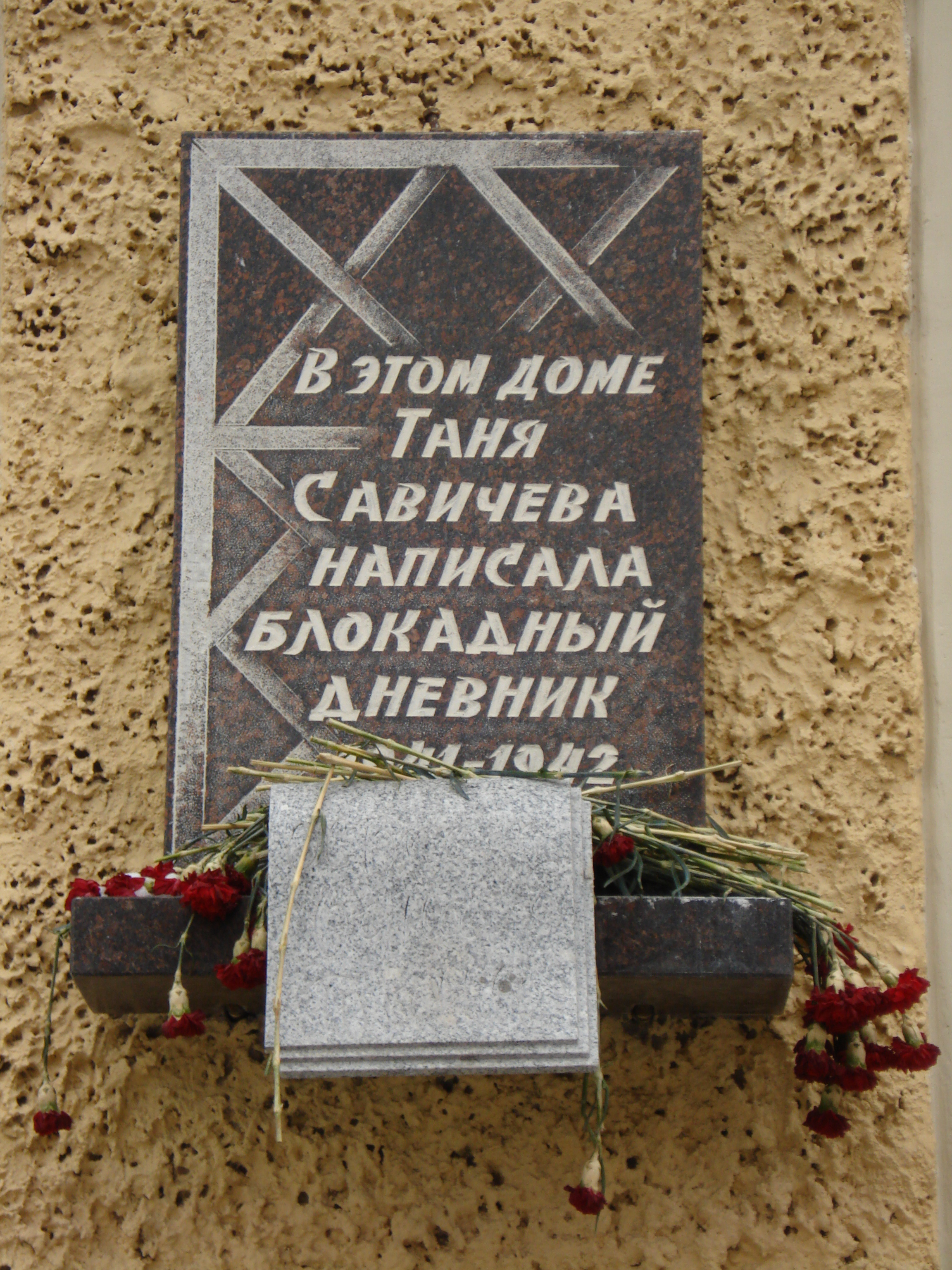
Tablica pamiątkowe na domu przy 2 linii Wyspy Wasylewskiej, w którym podczas blokady Leningradu mieszkała Tania Sawiczewa

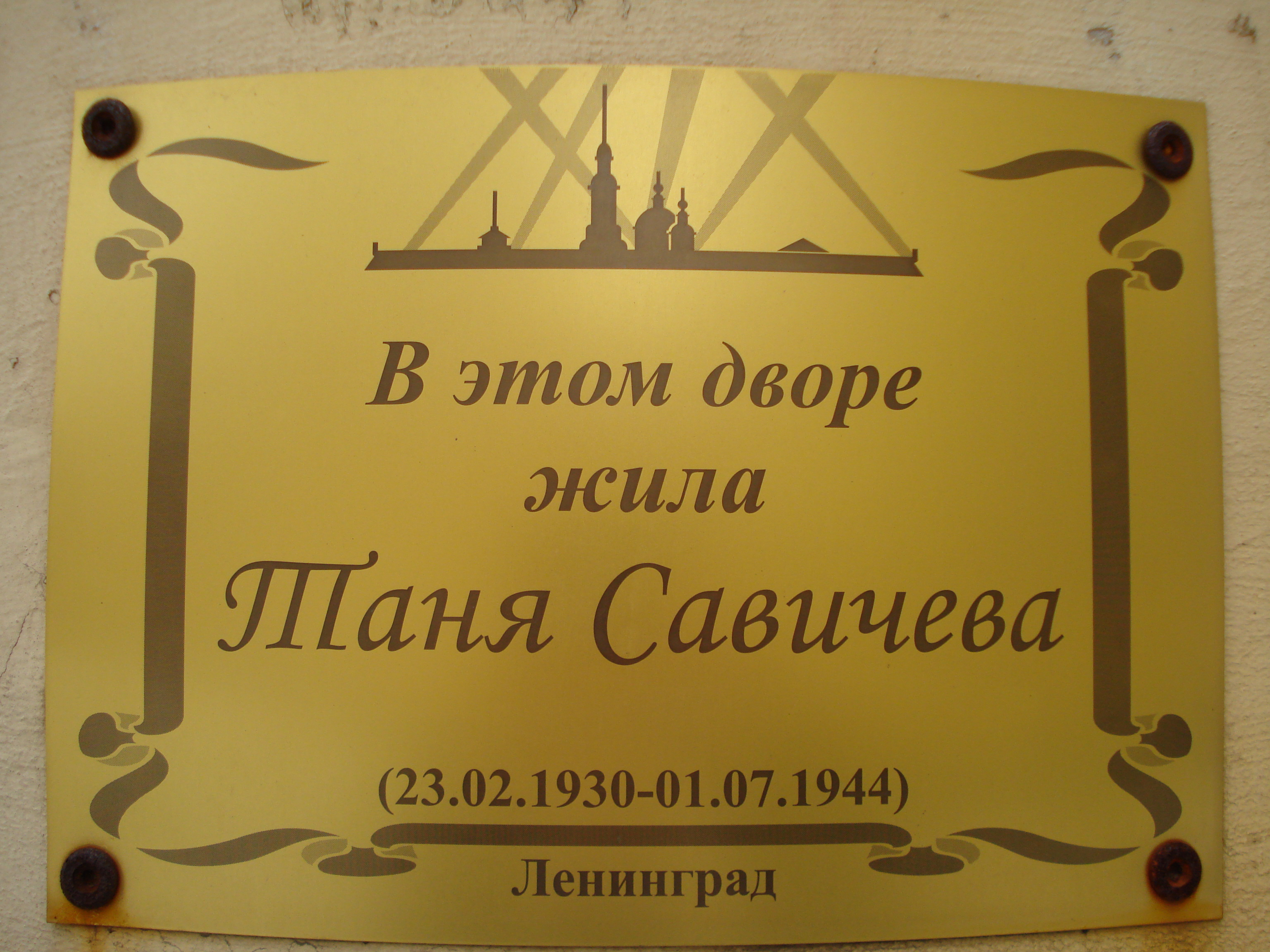
Tablica pamiątkowe na domu w którym podczas blokady Leningradu mieszkała Tania Sawiczewa

Sawiczewowie umarli.

oraz pod literą „U”:

Umarli wszyscy.

i w końcu pod „O”:

Została tylko Tania.

## Dalsze losy Tani
W dniu śmierci matki, po dokonaniu ostatniego wpisu w swoim dzienniku, Tania Sawiczewa udała się do rodziny swojej przyjaciółki Wiery Nikołajenko, która mieszkała w tym samym domu. Jej rodzicom z płaczem oświadczyła, że dopiero co zmarła jej matka i że została sama. Poprosiła o ich pomoc w odwiezieniu ciała matki na cmentarz. Rodzice Wiery spełnili prośbę i na pożyczonym wózku zawieźli ciało Marii Ignatiewnej do dużego hangaru za mostem na Smolence, gdzie zwożono trupy z całej Wyspy Wasilewskiej. Tania dobę spędziła w rodzinie Nikołajewów. Następnego dnia bez wiedzy gospodarzy poszła do swojej dalekiej krewnej, ciotki Dusi – Jewdokii Arsieniewej, która mieszkała przy ulicy Dyktatury Proletariatu. Obok kilku drobiazgów – pamiątek po rodzicach – dziewczynka zabrała ze sobą również notatnik. Jewdokia zaopiekowała się dziewczynką, jednak pracując po półtorej zmiany nie mogła zapewnić należytej opieki i oddała ją do jednego z domów dziecka, który akurat był przygotowywany do ewakuacji. Wraz z nim Tania w sierpniu 1942 roku została ewakuowana do wsi Szatki 150 km od Niżnego Nowogrodu, a następnie do małej wsi Krasnyj Bor koło Szatek. Tam Tania została wraz z innymi dziećmi poddana dwutygodniowej kwarantannie, podczas której lekarze rozpoznali u niej, obok skrajnego wycieńczenia, gruźlicę. W marcu 1944, jako najciężej chore dziecko z transportu, została przeniesiona do szpitala w Szatkach. Tam, pomimo wysiłków lekarzy, zmarła 1 lipca 1944 na skutek gruźlicy, anemii i ogólnego wycieńczenia organizmu. Była jedynym dzieckiem ze 125-osobowego transportu ewakuacyjnego, którego nie udało się uratować. Została pochowana na miejscowym cmentarzu.

## Dalsze losy dziennika
Kiedy ewakuowana siostra Tani – Nina powróciła po odblokowaniu miasta do Leningradu i rozpoczęła poszukiwania członków rodziny, którzy przeżyli, u Jewdokii Arsieniewej odnalazła swój niegdyś zaginiony notatnik. Zabrała go, ale przekonana, że zawiera jedynie jej zawodowe notatki, nie zaglądała do środka. Później poznała mjr. Rakowa, który przed wojną był pracownikiem Ermitażu. Dopiero on przyjrzał się bliżej dziecięcym „bazgrołom” w notesie. Ponieważ z racji przydziału do Zarządu Politycznego Frontu Leningradzkiego od końca 1943 uczestniczył w organizowaniu wystawy Bohaterska Obrona Leningradu, zaproponował Ninie umieszczenie na niej dziennika Tani jako eksponatu. W styczniu 1946 dziennik, jako element wystawy, został umieszczony w nowo otwartym Muzeum Obrony Leningradu. W 1953 roku muzeum zostało zamknięte, a dziennik wraz pozostałymi eksponatami trafił do Muzeum Historii Leningradu (obecnie Państwowe Muzeum Historii Sankt Petersburga), gdzie jest eksponowany. Wcześniej został wykorzystany w procesie norymberskim jako jeden z dowodów przeciwko zbrodniarzom hitlerowskim (chociaż współcześni historycy rosyjscy kwestionują ten fakt, twierdząc, że gdyby tak było, dziennik jako dowód pozostałby w Norymberdze).

## Pamięć

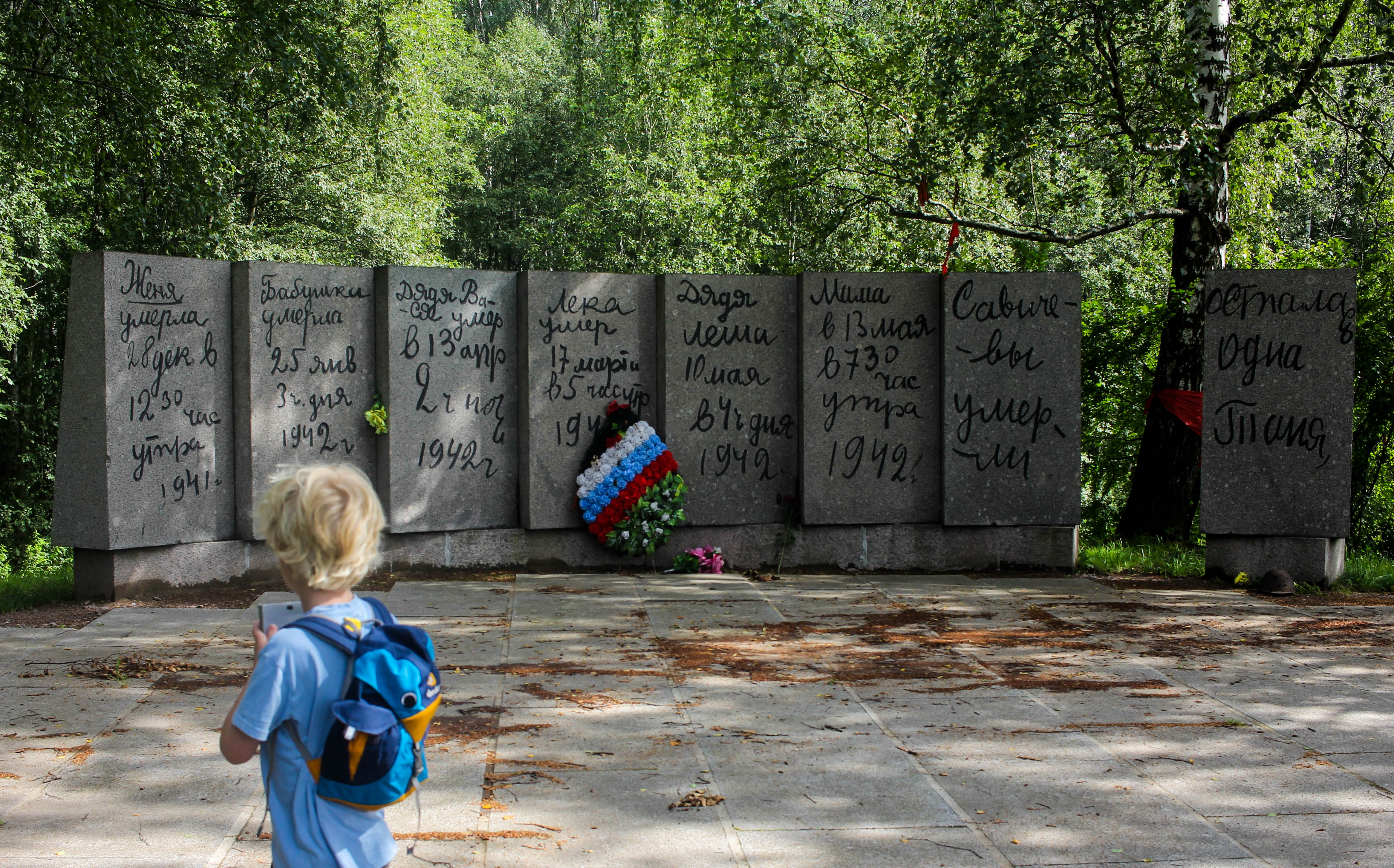
Tablice odtwarzające Dziennik w Petersburgu.

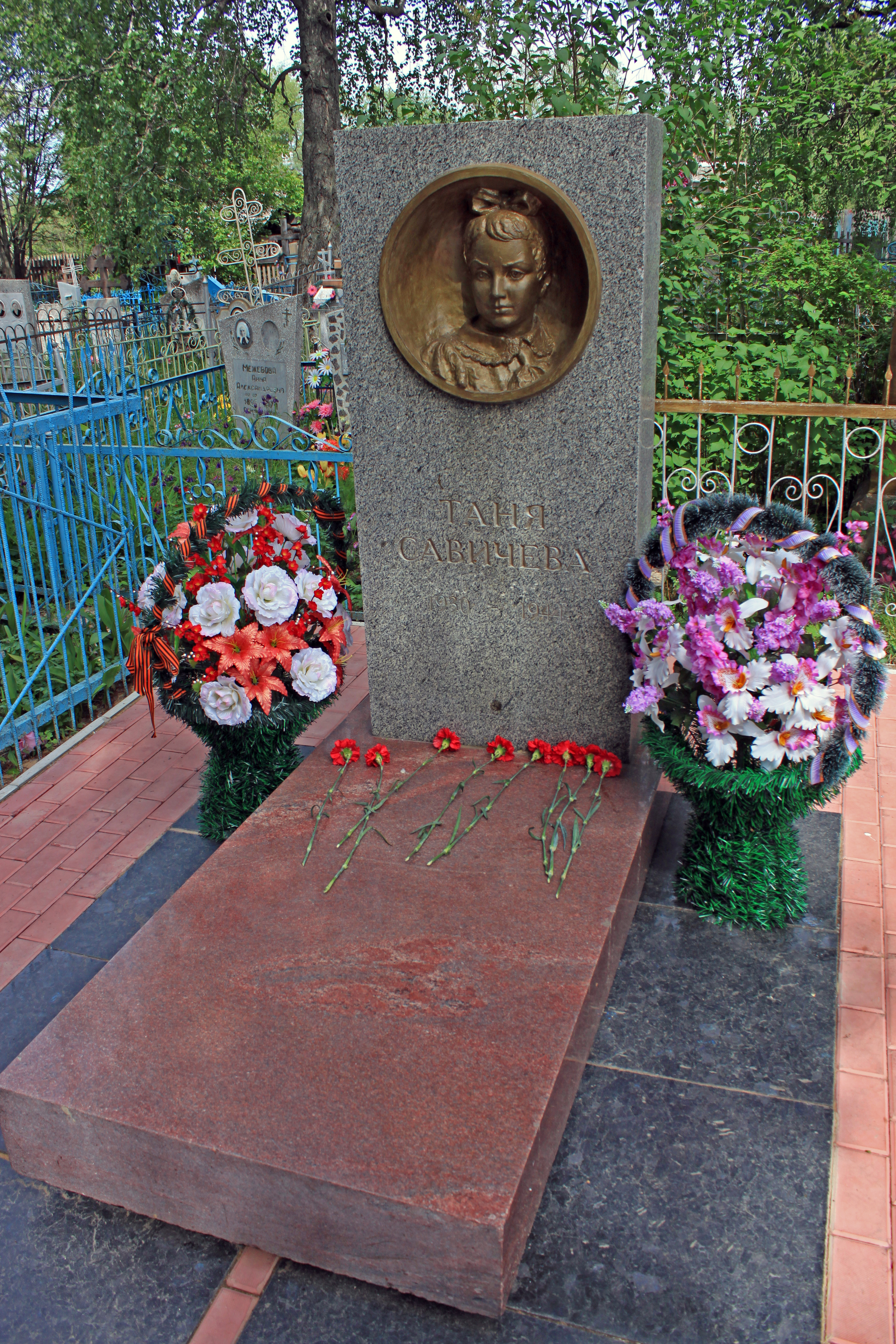
Grób Tanii.

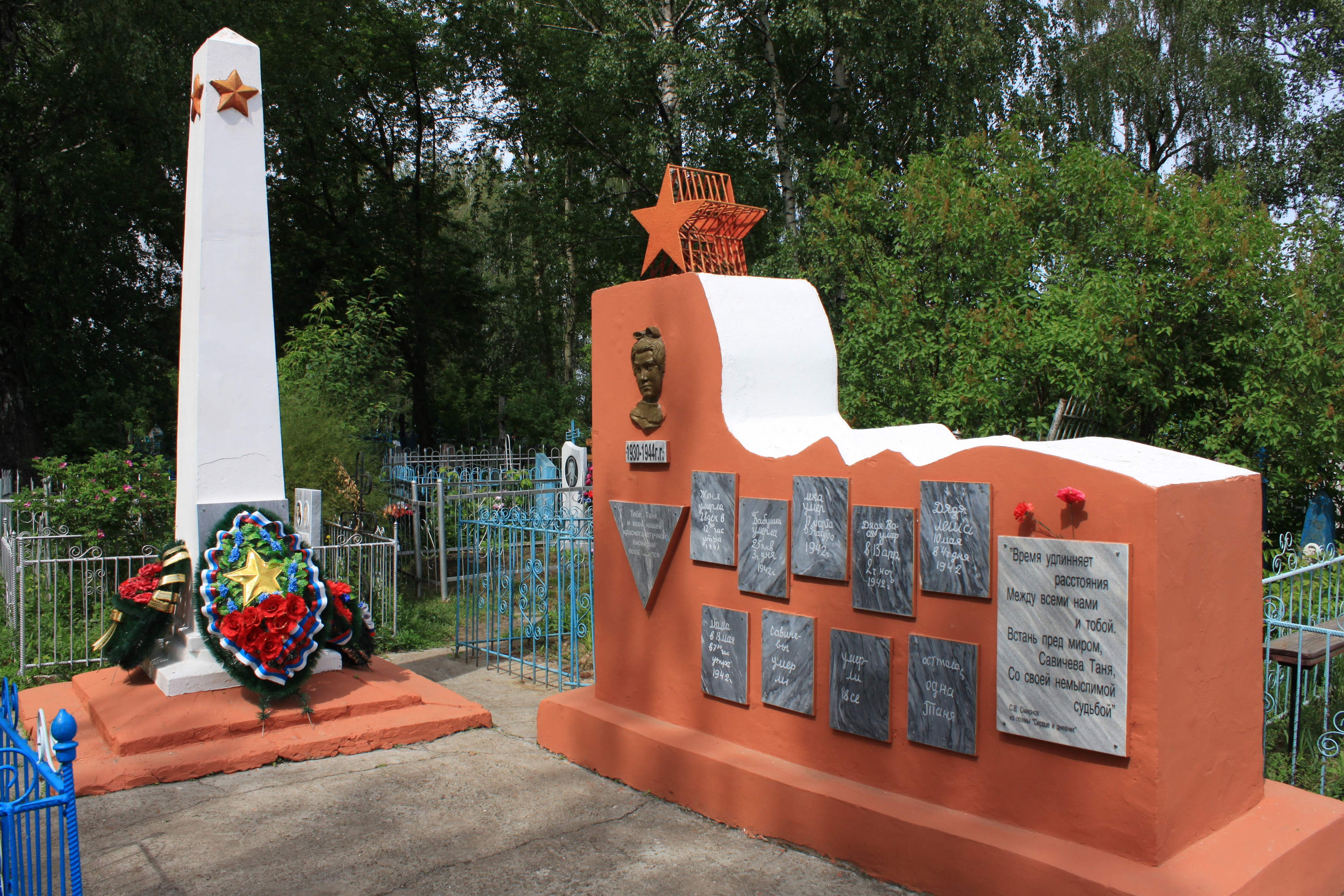
Memoriał w Krasnym Borze.

W czasach radzieckich Tania i jej dziennik były symbolem heroizmu i ofiarności ludzi radzieckich podczas blokady Leningradu. Nie zapomniano o niej również we współczesnej Rosji, o czym świadczą dwie tablice pamiątkowe umieszczone na budynku, w którym mieszkała i pisała swój dziennik podczas blokady – jedna odsłonięta w czasach ZSRR, a druga już po jego upadku, gdy Leningrad stał się Petersburgiem. W miejscu pochówku w Szatkach, odnalezionym dopiero w 1964 roku po akcji gazety Pionierskaja Prawda, Tania ma okazały pomnik nagrobny ustawiony w 1981 roku. Wcześniej, w 1975, odsłonięto na tym cmentarzu stelę jej poświęconą, na której na marmurowych tablicach umieszczono poszczególne zapiski z jej dziennika. Planowano nawet przenieść jej szczątki do Leningradu, jednak sprzeciwiła się temu siostra Nina.
W 1971 roku jej imieniem (2127 Tania) Ludmiła Czernych nazwała jedną z odkrytych przez siebie planetoid.
Historia Tani została przedstawiona w amerykańsko-radzieckim serialu dokumentalnym z 1978 roku pt. Decydujący front, w odcinku poświęconym blokadzie Leningradu.
Rosyjska śpiewaczka polskiego pochodzenia Edyta Piecha od lat wykonuje w swoim repertuarze Balladę o Tani Sawiczewej.